# Argelio Zamudio Flores
 (janvier 2018).
Argelio Zamudio Flores est un peintre bolivien, originaire de Potosi (Bolivie).  

## Biographie
Zamudio a étudié à la faculté des Arts de l'Université « Tomás Frías » à Potosi, de laquelle il est sorti avec un diplôme d'excellence en 2009. Depuis 2010, il a travaillé comme maître d'art plastique à l'unité éducative « Tomás Frías » et au collège Cristo Maestro en 2014. Actuellement, il enseigne à l'Université publique de El Alto, près de La Paz. 

Zamudio souhaite montrer la richesse de la cité de Potosi ; il peint des lieux ou des gens de la région de Potosi. En effet, Argelio Zamudio Flores est un artiste qui s'attache à peindre la beauté de la femme potosine. En 2014, il a exposé à la galerie « Valerio Calles » et à la maison de la culture « Simon I. Patiño » à Potosi. En 2016, il expose à Puno (Pérou), avec beaucoup d'autres artistes, lors de l'événement « El dia Mundial del Arte ». 

Tableaux exposés dans un café de la Calle Sucre de Potosi (octobre 2015).
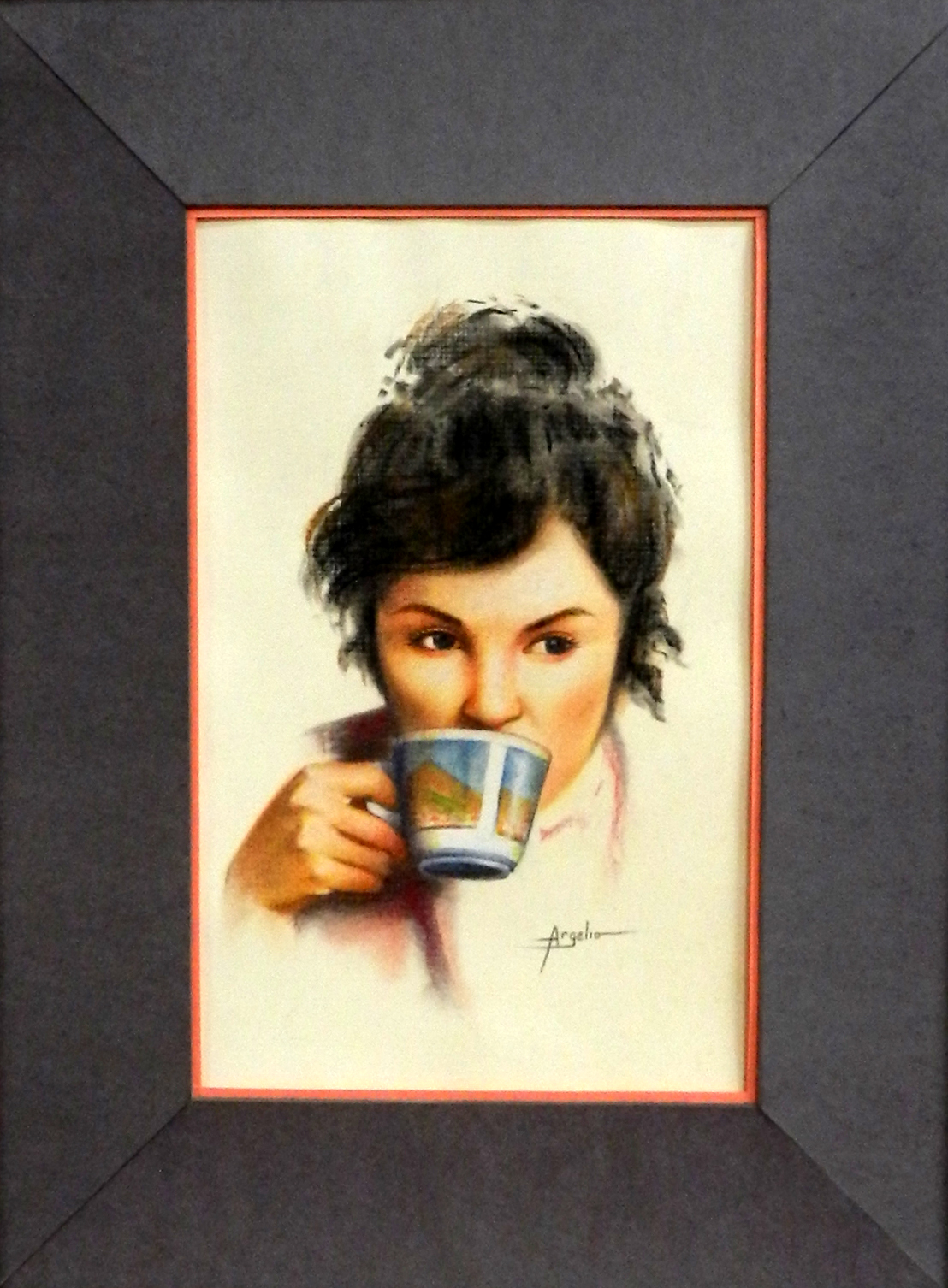
Femme buvant du café.
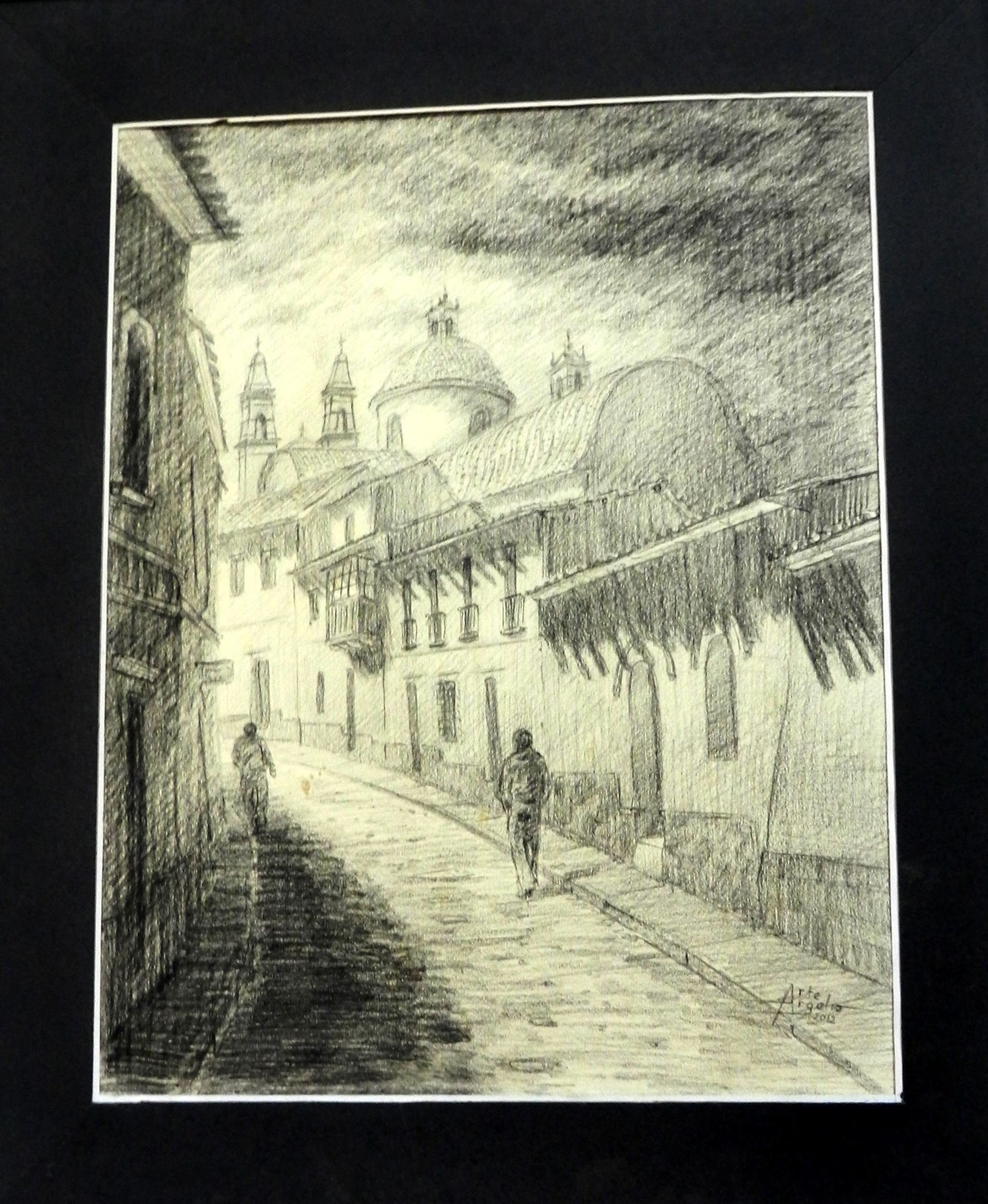
Rue de Potosi.
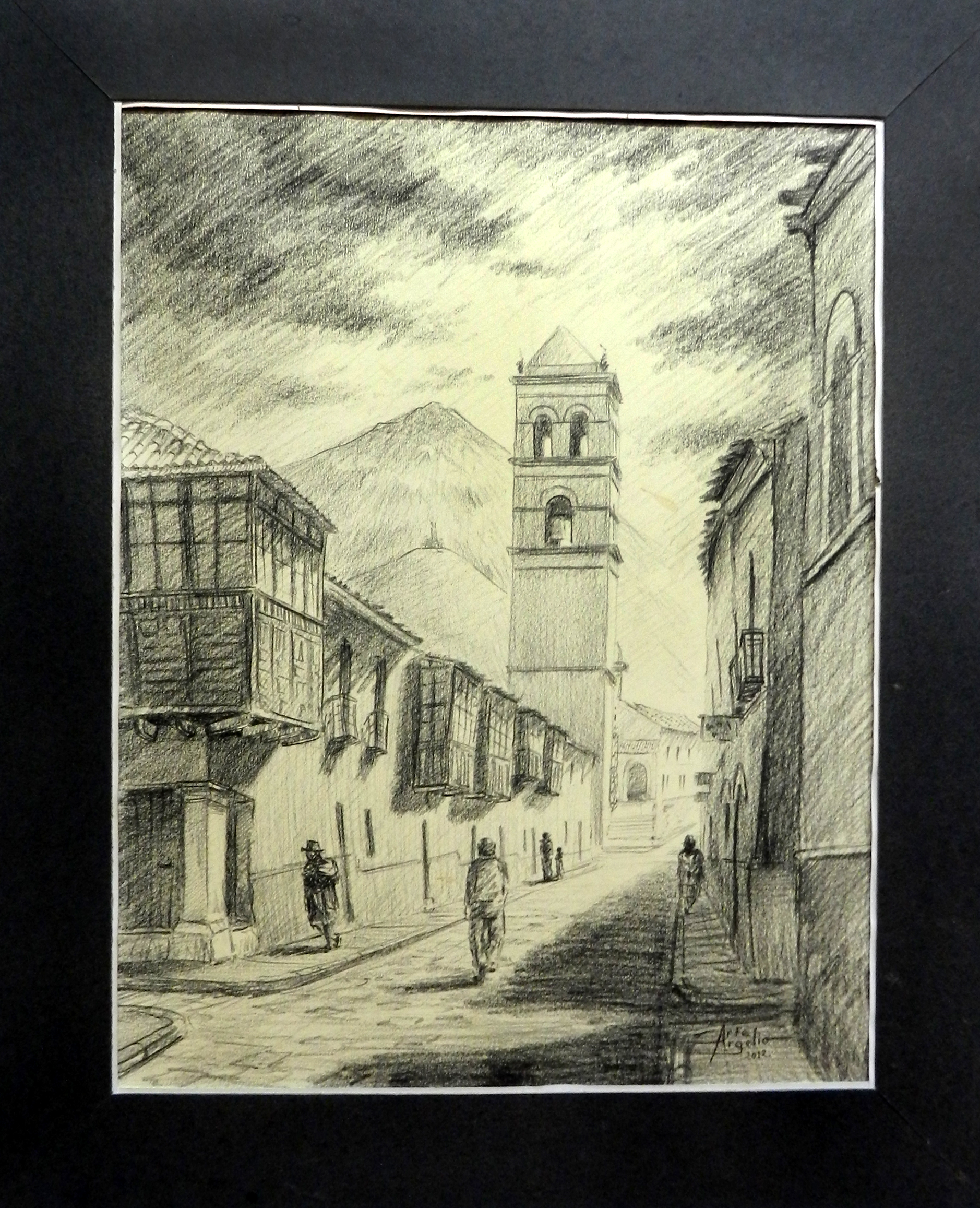
Eglise de Potosi.
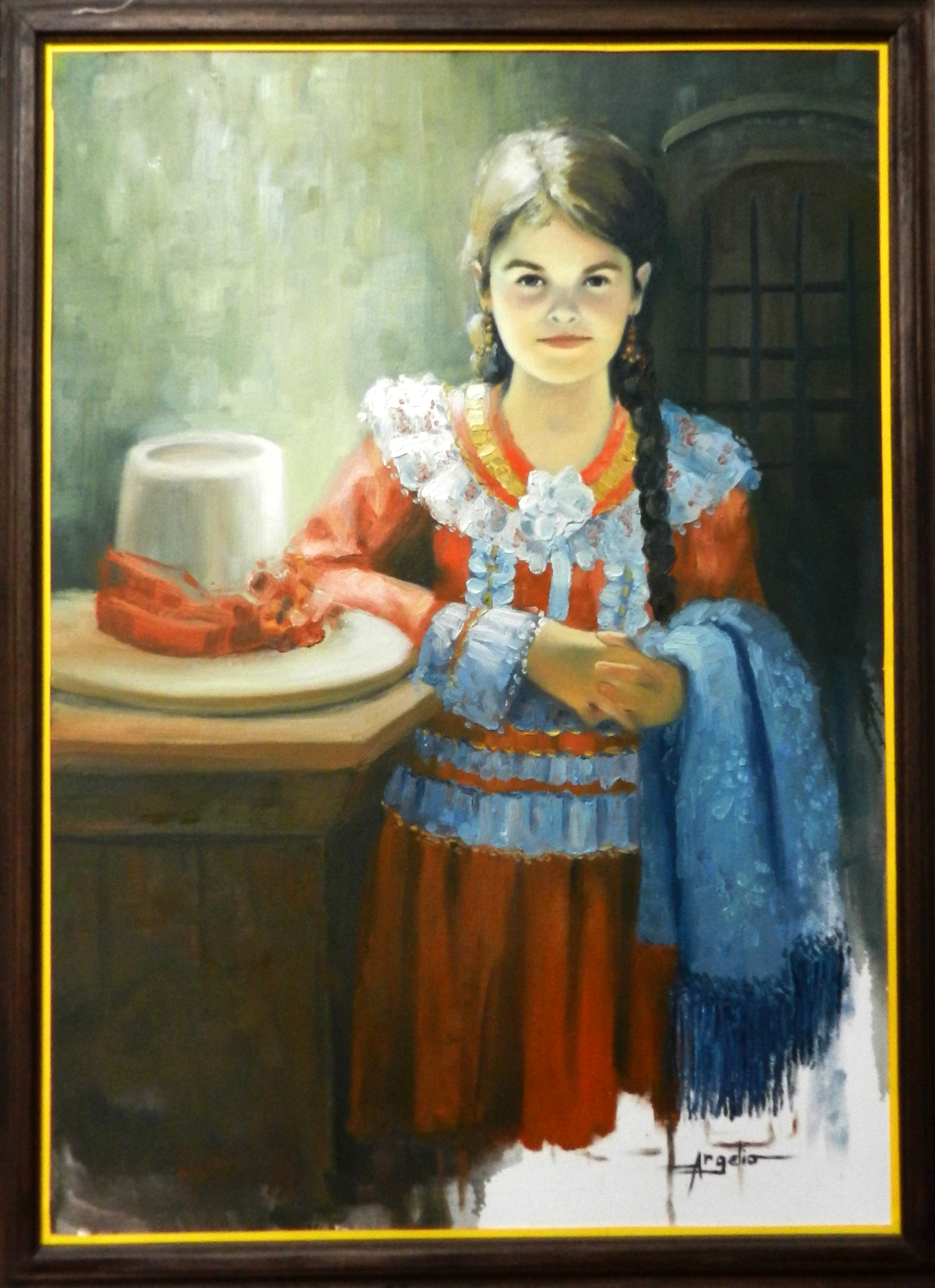
Jeune fille au chapeau.

### Autres peintres boliviens
- Roberto Mamani Mamani
- Mario Vargas
- Jorge Carrasco
- Benjamín Mendoza y Amor Flores
- Arturo Borda
- Graciela Rudo Boulanger
- Jose Maria Velasco Maidana